# リンクバル
株式会社リンクバルは、東京都中央区に本社を置き、街コン・婚活パーティーの出会い情報サイト、恋活・婚活マッチングアプリ、オンライン結婚相談所等を運営する日本の企業。東証グロースに上場しており、証券コードは6046である。

## 概要
以下のサイトを運用
- イベントECサイト「machicon JAPAN」
- 恋活・婚活マッチングアプリ「CoupLink」
- カップル成立後サポート「Pairy」

## 主なサービス
- 街コン・婚活パーティーの出会い情報サイト 「machicon JAPAN」
- 恋活・婚活マッチングアプリ  「CoupLink」
- カップル専用アプリ  「Pairy」
- 恋を学ぶ情報サイト  「KOIGAKU」
- マタニティウエディング専門カウンター  「ママ婚」
- オンライン結婚相談所  「Marriage Style」

## 沿革
- 2011年6月　代表取締役 吉弘和正が個人創業にて「街コンジャパン」の運営開始
- 2011年12月 東京都中央区に株式会社リンクバルを設立
- 2012年8月 大阪市北区に大阪支店を開設
- 2013年7月 恋を学ぶ情報サイト「恋学」の運営開始
- 2015年4月 東京証券取引所 マザーズに株式上場
- 2015年6月 本社を築地MTビルより住友不動産入船ビルに移転
- 2016年7月 オンラインデーティングアプリ「Couplink」の運営を開始
- 2018年12月 ベトナムハノイにLINKBAL VIETNAM設立
- 2019年1月 カップル専用アプリ「Pairy」を譲り受け
- 2020年12月 オンライン結婚相談所「Marriage Style」の運営を開始
- 2021年4月 本社を住友入船ビルより築地リバーフロントに移転